# 2015 în cinematografie
- 2014 în cinematografie — 2015 în cinematografie — 2016 în cinematografie

În 2015 în cinematografie au avut loc mai multe evenimente: au apărut numeroase filme, au avut loc ceremonii de acordare a unor premii, mai multe persoane notabile au decedat.

## Premiere românești
| Premiera | Titlu               | Studio | Distribuție, echipa tehnică                                             | Gen               | Ref.  |
| -------- | ------------------- | ------ | ----------------------------------------------------------------------- | ----------------- | ----- |
|          | Poveste de dragoste |        | Cristina Iacob (regizor), cu Dragoș Bucur, Mimi Brănescu, Raluca Aprodu | Comedie, Romantic | [ 1 ] |

## Premiere

### Ianuarie-Martie
| Premiera          | Premiera | Titlu                                    | Studio                                   | Distribuție, echipa tehnică | Gen                         | Ref.   |
| ----------------- | -------- | ---------------------------------------- | ---------------------------------------- | --- | --------------------------- | ------ |
| I A N U A R I E   | 2        | The Woman in Black 2: Angel of Death     | Relativity Media                         | Tom Harper (regizor); Jon Croker, Susan Hill (scenariu); Phoebe Fox, Jeremy Irvine, Helen McCrory, Adrian Rawlins, Oaklee Pendergast, Ned Dennehy, Leanne Best, Mylene Joyce Legaspi, Leilah de Meza                                                                      | groază                      |        |
| I A N U A R I E   | 9        | Taken 3                                  | 20th Century Fox                         | Olivier Megaton (regizor); Robert Mark Kamen, Luc Besson (scenariu); Liam Neeson, Famke Janssen, Maggie Grace, Forest Whitaker | Acțiune, thriller           | [ 2 ]  |
| I A N U A R I E   | 16       | Blackhat                                 | Universal Pictures                       | Michael Mann (regizor/scenariu); Morgan Davis Foehl (scenariu); Chris Hemsworth, Viola Davis, Holt McCallany, Tang Wei, Leehom Wang | Acțiune, thriller, mister   | [ 3 ]  |
| I A N U A R I E   | 16       | The Wedding Ringer                       | Screen Gems                              | Jeremy Garelick (regizor/scenariu); Jay Lavender (scenariu); Kevin Hart, Josh Gad, Kaley Cuoco, Olivia Thirlby, Alan Ritchson, Mimi Rogers, Ken Howard, Affion Crockett, Lindsay Pearce, Jenifer Lewis, Cloris Leachman                                                   | Romantic, comedie           | [ 4 ]  |
| I A N U A R I E   | 16       | Spare Parts                              | Lions Gate Entertainment                 | Sean McNamara (regizor); Elissa Matsueda (scenariu); George Lopez, Jamie Lee Curtis, Carlos PenaVega, Marisa Tomei | Familie                     | [ 5 ]  |
| I A N U A R I E   | 23       | The Boy Next Door                        | Universal Pictures                       | Rob Cohen (regizor); Jennifer Lopez, Ryan Guzman, John Corbett, Kristin Chenoweth | Thriller                    | [ 6 ]  |
| I A N U A R I E   | 23       | Mortdecai                                | Lions Gate Entertainment                 | David Koepp (regizor); Eric Aronson (scenariu); Johnny Depp, Ewan McGregor, Olivia Munn, Aubrey Plaza, Oliver Platt, Gwyneth Paltrow, Paul Bettany, Ulrich Thomsen, Jeff Goldblum                                                                                         | Acțiune, comedie            |        |
| I A N U A R I E   | 23       | Strange Magic                            | Touchstone Pictures / Lucasfilm          | Gary Rydstrom (regizor/scenariu); David Berenbaum, Irene Mecchi (scenariu); Alan Cumming, Evan Rachel Wood, Kristin Chenoweth, Maya Rudolph, Sam Palladio, Alfred Molina, Elijah Kelley, Bob Einstein, Peter Stormare                                                     | musical, fantastic, comedie |        |
| I A N U A R I E   | 30       | Project Almanac                          | Paramount Pictures                       | Dean Israelite (regizor); Andrew Stark, Jason Pagan, Andrew Deutschman (scenariu); Jonny Weston, Sofia Black-D'Elia | SF, adventură               |        |
| I A N U A R I E   | 30       | Wild Card                                | Lions Gate Entertainment                 | Simon West (regizor); William Goldman (scenariu); Jason Statham, Stanley Tucci, Sofía Vergara, Milo Ventimiglia, Michael Angarano, Anne Heche, Hope Davis, Jason Alexander, Cedric the Entertainer, Max Casella                                                           | polițist, dramă             | [ 7 ]  |
| F E B R U A R I E | 6        | Jupiter Ascending                        | Warner Bros.                             | The Wachowskis (regizor/scenariu); Mila Kunis, Channing Tatum, Sean Bean, Eddie Redmayne | SF                          | [ 8 ]  |
| F E B R U A R I E | 6        | Seventh Son                              | Universal Pictures / Legendary Pictures  | Sergei Bodrov (regizor) Ben Barnes, Jeff Bridges, Julianne Moore, Alicia Vikander, Kit Harington, Djimon Hounsou, Antje Traue, Olivia Williams | fantastic                   | [ 9 ]  |
| F E B R U A R I E | 6        | Shaun the Sheep Movie                    | Aardman Animaties                        | Mark Burton (regizor); Justin Fletcher, John Sparkes | adventură, comedie          | [ 10 ] |
| F E B R U A R I E | 6        | The SpongeBob Movie: Sponge Out of Water | Paramount Pictures / Nickelodeon Movies  | Paul Tibbitt (regizor), Jonathan Aibel, Glenn Berger (scenariu), Tom Kenny, Bill Fagerbakke, Rodger Bumpass, Clancy Brown, Carolyn Lawrence, Mr. Lawrence, Antonio Banderas                                                                                               | adventură, comedie          | [ 11 ] |
| F E B R U A R I E | 13       | Fifty Shades of Grey                     | Universal Pictures / Focus Features      | Sam Taylor-Wood (regizor); Kelly Marcel, Patrick Marber, Mark Bomback (scenariu); Jamie Dornan, Dakota Johnson, Victor Rasuk, Eloise Mumford, Luke Grimes, Rita Ora, Max Martini, Dylan Neal, Callum Keith Rennie, Jennifer Ehle, Marcia Gay Harden                       | Romantic, dramă             | [ 12 ] |
| F E B R U A R I E | 13       | Kingsman: The Secret Service             | 20th Century Fox                         | Matthew Vaughn (regizor/scenariu); Jane Goldman (scenariu); Colin Firth, Michael Caine, Samuel L. Jackson, Taron Egerton | Acțiune, cu spioni          | [ 13 ] |
| F E B R U A R I E | 20       | The DUFF                                 | CBS Films / Lionsgate                    | Ari Sandel (regizor); Josh A. Cagan (scenariu); Mae Whitman, Robbie Amell, Bella Thorne, Bianca A. Santos, Allison Janney, Ken Jeong | comedie                     | [ 14 ] |
| F E B R U A R I E | 20       | Hot Tub Time Machine 2                   | Paramount Pictures / Metro-Goldwyn-Mayer | Steve Pink (regizor); Josh Heald (scenariu); Craig Robinson, Adam Scott, Rob Corddry, Chevy Chase, Gillian Jacobs, Clark Duke | SF, comedie                 | [ 15 ] |
| F E B R U A R I E | 20       | McFarland, USA                           | Walt Disney Pictures                     | Niki Caro (regizor); William Broyles, Jr., Grant Thompson (scenariu); Kevin Costner, Maria Bello, Morgan Saylor | sportiv, dramă              | [ 16 ] |
| F E B R U A R I E | 27       | Focus                                    | Warner Bros.                             | Glenn Ficarra, John Requa (regizor/scenariu); Will Smith, Margot Robbie, Rodrigo Santoro | Romantic, comedie, dramă    | [ 17 ] |
| F E B R U A R I E | 27       | The Lazarus Effect                       | Relativity Media                         | David Gelb (regizor); Luke Dawson, Jeremy Slater (scenariu); Olivia Wilde, Mark Duplass, Donald Glover | groază                      | [ 18 ] |
| F E B R U A R I E | 27       | Little Boy                               | Open Road Films                          | Alejandro Gómez Monteverde (regizor/scenariu); Pepe Portillo (scenariu); Jakob Salvati, David Henrie, Kevin James, Emily Watson, Ted Levine, Michael Rapaport | dramă                       |        |
| M A R T I E       | 6        | Chappie                                  | Columbia Pictures                        | Neill Blomkamp (regizor/scenariu); Terri Tatchell (scenariu); Sharlto Copley, Ninja, Yolandi Visser, Dev Patel, Hugh Jackman, Sigourney Weaver | SF                          | [ 19 ] |
| M A R T I E       | 6        | The Coup                                 | The Weinstein Company                    | John Erick Dowdle (regizor/scenariu); Drew Dowdle (scenariu); Owen Wilson, Pierce Brosnan, Lake Bell | Acțiune, thriller           |        |
| M A R T I E       | 6        | The Second Best Exotic Marigold Hotel    | Fox Searchlight Pictures                 | John Madden (regizor); Ol Parker (scenariu); Judi Dench, Bill Nighy, Maggie Smith, Richard Gere, Penelope Wilton | comedie, dramă              | [ 20 ] |
| M A R T I E       | 6        | Unfinished Business                      | 20th Century Fox                         | Ken Scott (regizor); Steve Conrad (scenariu); Vince Vaughn, Tom Wilkinson, Dave Franco, Sienna Miller | comedie                     | [ 21 ] |
| M A R T I E       | 13       | Cinderella                               | Walt Disney Pictures                     | Kenneth Branagh (regizor); Aline Brosh McKenna, Chris Weitz (scenariu); Cate Blanchett, Lily James, Richard Madden, Helena Bonham Carter, Holliday Grainger, Sophie McShera, Stellan Skarsgård, Nonso Anozie, Derek Jacobi, Hayley Atwell                                 | Romantic, fantastic         | [ 22 ] |
| M A R T I E       | 13       | In the Heart of the Sea                  | Warner Bros.                             | Ron Howard (regizor); Chris Hemsworth, Benjamin Walker, Cillian Murphy, Tom Holland, Ben Whishaw, Brendan Gleeson | Biografic, thriller         | [ 23 ] |
| M A R T I E       | 13       | Paranormal Activity: The Ghost Dimension | Paramount Pictures                       | Gregory Plotkin (regizor); Jason Pagan (scenariu); Katie Featherston, Tyler Craig | groază                      | [ 24 ] |
| M A R T I E       | 20       | The Divergent Series: Insurgent          | Summit Entertainment                     | Robert Schwentke (regizor); Brian Duffield, Akiva Goldsman (scenariu); Shailene Woodley, Kate Winslet, Theo James, Ansel Elgort, Naomi Watts, Octavia Spencer, Zoe Kravitz, Maggie Q, Jai Courtney, Ray Stevenson, Mekhi Phifer, Miles Teller, Ben Lamb, Christian Madsen | SF, Acțiune                 | [ 25 ] |
| M A R T I E       | 20       | The Gunman                               | Open Road Films                          | Pierre Morel (regizor); Jean-Patrick Manchette, Pete Travis, Don Macpherson (scenariu); Sean Penn, Javier Bardem, Ray Winstone, Idris Elba | Thriller                    | [ 26 ] |
| M A R T I E       | 27       | Get Hard                                 | Warner Bros.                             | Etan Cohen (regizor); Jay Martel, Ian Roberts (scenariu); Will Ferrell, Kevin Hart, Alison Brie, Craig T. Nelson, T.I. | comedie                     | [ 27 ] |
| M A R T I E       | 27       | Home                                     | 20th Century Fox / DreamWorks Animatie   | Tim Johnson (regizor); Tom J. Astle, Matt Ember (scenariu); Rihanna, Jim Parsons, Steve Martin, Jennifer Lopez | comedie                     | [ 28 ] |

### Aprilie–Iunie
| Premiera      | Premiera | Titlu                          | Studio                                                         | Distribuție, echipa tehnică | Gen                                   | Ref.   |
| ------------- | -------- | ------------------------------ | -------------------------------------------------------------- | --- | ------------------------------------- | ------ |
| A P R I L I E | 3        | Furious 7                      | Universal Pictures / Legendary Pictures                        | James Wan (regizor); Chris Morgan (scenariu); Vin Diesel, Paul Walker, Dwayne Johnson, Michelle Rodriguez, Jordana Brewster, Tyrese Gibson, Chris Bridges, Lucas Black, Jason Statham, Kurt Russell, Tony Jaa, Djimon Hounsou | Acțiune, thriller                     | [ 29 ] |
| A P R I L I E | 10       | Desert Dancer                  | Relativity Media                                               | Richard Raymond (regizor); Jon Croker (scenariu); Reece Ritchie, Freida Pinto, Nazanin Boniadi, Tom Cullen, Marama Corlett, Akin Gazi | Biografic                             | [ 30 ] |
| A P R I L I E | 10       | The Longest Ride               | 20th Century Fox                                               | George Tillman, Jr. (regizor); Craig Bolotin (scenariu); Britt Robertson, Oona Chaplin, Scott Eastwood, Alan Alda, Jack Huston, Lolita Davidovich | Romantic, dramă                       | [ 31 ] |
| A P R I L I E | 10       | The Moon and the Sun           | Paramount Pictures                                             | Sean McNamara (regizor); Ronald Bass, Barry Berman, Laura Harrington, Bill Mechanic, James Schamus (scenariu); Pierce Brosnan, Kaya Scodelario, Benjamin Walker, William Hurt, Fan Bingbing | Acțiune, adventură, fantastic         | [ 32 ] |
| A P R I L I E | 17       | Child 44                       | Summit Entertainment                                           | Daniel Espinosa (regizor); Richard Price (scenariu); Tom Hardy, Joel Kinnaman, Noomi Rapace, Jason Clarke, Vincent Cassel, Gary Oldman | dramă, thriller                       | [ 33 ] |
| A P R I L I E | 17       | Monkey Kingdom                 | Disneynature                                                   | Mark Linfield, Alastair Fothergill (regizor) | Documentar                            | [ 34 ] |
| A P R I L I E | 17       | Paul Blart: Mall Cop 2         | Columbia Pictures                                              | Andy Fickman (regizor); Kevin James, Nick Bakay (scenariu); Kevin James, Raini Rodriguez, Neal McDonough, Molly Shannon, Daniella Alonso, David Henrie | Acțiune, comedie                      | [ 35 ] |
| A P R I L I E | 17       | Run All Night                  | Warner Bros.                                                   | Jaume Collet-Serra (regizor); Brad Inglesby (scenariu); Liam Neeson, Joel Kinnaman, Ed Harris | Acțiune                               | [ 36 ] |
| A P R I L I E | 17       | Unfriended                     | Universal Pictures                                             | Levan Gabriadze (regizor); Nelson Greaves (scenariu); Shelley Hennig, Renee Olstead, Jacob Wysocki, William Peltz | groază                                | [ 37 ] |
| A P R I L I E | 24       | The Age of Adaline             | Lionsgate                                                      | Lee Toland Krieger (regizor); J. Mills Goodloe, Salvador Paskowitz (scenariu); Blake Lively, Michiel Huisman, Harrison Ford | Romantic                              | [ 38 ] |
| A P R I L I E | 24       | Rock the Kasbah                | Open Road Films                                                | Barry Levinson (regizor); Mitch Glazer (scenariu); Bruce Willis, Kate Hudson, Scott Caan, Zooey Deschanel, Taylor Kinney, Bill Murray | comedie                               | [ 39 ] |
| M A I         | 1        | Avengers: Age of Ultron        | Marvel Studios                                                 | Joss Whedon (regizor/scenariu); Robert Downey, Jr., Chris Hemsworth, Mark Ruffalo, Chris Evans, Scarlett Johansson, Jeremy Renner, Don Cheadle, Aaron Taylor-Johnson, Elizabeth Olsen, Paul Bettany, Cobie Smulders, Stellan Skarsgård, James Spader, Samuel L. Jackson | Acțiune, adventură, SF                | [ 40 ] |
| M A I         | 8        | Don't Mess with Texas          | Warner Bros. / New Line Cinema / MGM                           | Anne Fletcher (regizor); David Feeney, John Quaintance (scenariu), Reese Witherspoon, Sofía Vergara, David Oyelowo | Acțiune, comedie                      | [ 41 ] |
| M A I         | 8        | Mean Moms                      | Warner Bros.                                                   | Beth McCarthy-Miller (regizor); Dara Creasey, Chad Creasey (scenariu); Jennifer Aniston | comedie                               | [ 42 ] |
| M A I         | 15       | Mad Max: Fury Road             | Warner Bros.                                                   | George Miller (regizor/scenariu); Nick Lathouris, Brendan McCarthy (scenariu); Tom Hardy, Charlize Theron, Nicholas Hoult, Zoë Kravitz, Abbey Lee, Richard Norton, Riley Keough, Courtney Eaton, Hugh Keays-Byrne, Nathan Jones, Rosie Huntington-Whiteley | Acțiune                               | [ 43 ] |
| M A I         | 15       | Pitch Perfect 2                | Universal Pictures                                             | Elizabeth Banks (regizor); Kay Cannon (scenariu); Anna Kendrick, Rebel Wilson, Elizabeth Banks, Brittany Snow, Skylar Astin, Anna Camp, Ester Dean, Alexis Knapp, Hana Mae Lee, Ben Platt, Adam DeVine, Kelley Jakle, Shelley Regner, Wanetah Walmsley, Chrissie Fit, Freddie Stroma, John Michael Higgins, Karen González, Flula Borg, Birgitte Hjort Sørensen, Christopher Shepard, C.J. Perry, Katey Sagal, Hailee Steinfeld | Musical, comedie                      | [ 44 ] |
| M A I         | 22       | cu spioni                      | 20th Century Fox                                               | Paul Feig (regizor/scenariu); Melissa McCarthy, Jason Statham, Nargis Fakhri, Rose Byrne, Jude Law, Nia Long | Acțiune, comedie                      | [ 45 ] |
| M A I         | 22       | Tomorrowland                   | Walt Disney Pictures                                           | Brad Bird (regizor/scenariu); Damon Lindelof (scenariu); George Clooney, Hugh Laurie, Britt Robertson, Raffey Cassidy, Thomas Robinson, Kathryn Hahn, Judy Greer, Keegan-Michael Key, Tim McGraw | SF, mister, adventură                 | [ 46 ] |
| M A I         | 29       | Monster Trucks                 | Paramount Pictures / Paramount Animatie                        | Chris Wedge (regizor); Jonathan Aibel, Glenn Berger (scenariu); Jane Levy, Lucas Till, Amy Ryan, Holt McCallany, Rob Lowe, Danny Glover, Frank Whaley, Chad Willett, Barry Pepper, Thomas Lennon, Tucker Albrizzi | Animatie, Acțiune                     | [ 47 ] |
| M A I         | 29       | San Andreas                    | Warner Bros. / New Line Cinema                                 | Brad Peyton (regizor); Carey Hayes, Chad Hayes (scenariu); Dwayne Johnson, Alexandra Daddario, Carla Gugino, Kylie Minogue, Paul Giamatti | Dezastre, Acțiune, adventură          | [ 48 ] |
| M A I         | 29       | Untitled Cameron Crowe project | Columbia Pictures                                              | Cameron Crowe (regizor/scenariu); Bradley Cooper, Emma Stone, Rachel McAdams, Alec Baldwin, Bill Murray, John Krasinski, Danny McBride, Jay Baruchel | Romantic, comedie                     | [ 49 ] |
| I U N I E     | 5        | Entourage                      | Warner Bros.                                                   | Doug Ellin (regizor/scenariu); Adrian Grenier, Kevin Connolly, Kevin Dillon, Jerry Ferrara, Jeremy Piven, Billy Bob Thornton, Haley Joel Osment | comedie, dramă                        | [ 50 ] |
| I U N I E     | 5        | Insidious: Chapter 3           | Focus Features                                                 | Leigh Whannell (regizor/scenariu); Leigh Whannell, Angus Sampson, Anne Bergstedt Jordanova, Stefanie Scott, Dermot Mulroney | groază                                | [ 51 ] |
| I U N I E     | 5        | Paper Towns                    | 20th Century Fox                                               | Scott Neustadter, Michael H. Weber (scenariu); Nat Wolff, Cara Delevingne | Romantic, mister, comedie             | [ 52 ] |
| I U N I E     | 12       | Jurassic World                 | Universal Pictures / Amblin Entertainment / Legendary Pictures | Colin Trevorrow (regizor/scenariu); Chris Pratt, Bryce Dallas Howard, Vincent D'Onofrio, Judy Greer, Ty Simpkins, Nick Robinson, Irrfan Khan, BD Wong, Katie McGrath, Andy Buckley, Lauren Lapkus, Omar Sy, Brian Tee, Jake Johnson | SF, adventură                         | [ 53 ] |
| I U N I E     | 19       | Inside Out                     | Walt Disney Pictures / Pixar Animatie Studios                  | Pete Docter (regizor); Michael Arndt (scenariu); Kaitlyn Dias, Amy Poehler, Lewis Black, Mindy Kaling, Bill Hader, Phyllis Smith, Diane Lane, Kyle MacLachlan, John Ratzenberger | Animatie, Familie, fantastic, comedie | [ 54 ] |
| I U N I E     | 19       | The Transporter Legacy         | Relativity Media                                               | Camille Delamarre (regizor); Bill Collage, Adam Cooper (scenariu); Ed Skrein | Acțiune, thriller                     | [ 55 ] |
| I U N I E     | 26       | Ted 2                          | Universal Pictures                                             | Seth MacFarlane (regizor/scenariu); Mark Wahlberg, Seth MacFarlane, Amanda Seyfried, Jessica Barth, Richard Schiff, Morgan Freeman, Michael Dorn, Dennis Haysbert, Liam Neeson, John Slattery, Patrick Warburton | comedie                               | [ 56 ] |

### Iulie–Septembrie
| Premiera            | Premiera               | Titlu                                        | Studio | Distribuție, echipa tehnică | Genr                                  | Ref.          |
| ------------------- | ---------------------- | -------------------------------------------- | --- | --- | ------------------------------------- | ------------- |
| I U L I E           | 1                      | Magic Mike XXL                               | Warner Bros. | Gregory Jacobs (regizor); Channing Tatum (scenariu); Channing Tatum, Matt Bomer, Joe Manganiello, Gabriel Iglesias, Andie MacDowell, Amber Heard, Jada Pinkett Smith, Elizabeth Banks, Donald Glover, Michael Strahan                                                                    | comedie, dramă                        | [ 57 ]        |
| I U L I E           | 1                      | Terminator Genisys                           | Paramount Pictures / Skydance Productions                                                                                           | Alan Taylor (regizor); Laeta Kalogridis, Patrick Lussier (scenariu); Arnold Schwarzenegger, Jason Clarke, Emilia Clarke, Matt Smith, Jai Courtney, J. K. Simmons, Dayo Okeniyi, Courtney B. Vance, Byung-hun Lee, Michael Gladis, Sandrine Holt, Aaron V. Williamson                     | SF, Acțiune                           | [ 58 ] [ 59 ] |
| I U L I E           | 10                     | The Gallows                                  | Warner Bros. / New Line Cinema | | groază                                | [ 60 ]        |
| I U L I E           | 10                     | Minions                                      | Universal Pictures / Illumination Entertainment                                                                                     | Pierre Coffin, Kyle Balda (directors); Brian Lynch (scenariu); Pierre Coffin, Sandra Bullock, Jon Hamm, Michael Keaton, Allison Janney, Steve Coogan | Animatie, Familie, comedie            | [ 61 ]        |
| I U L I E           | 17                     | Ant-Man                                      | Marvel Studios | Peyton Reed (regizor); Adam McKay, Gabriel Ferrari, Andrew Barrer (scenariu); Paul Rudd, Michael Douglas, Evangeline Lilly, John Slattery, Bobby Cannavale, Michael Peña, Abby Ryder Fortson, Judy Greer, David Dastmalchian, Wood Harris, Gregg Turkington, Clifford "T.I." Harris, Jr. | Acțiune, adventură, SF                | [ 62 ] [ 63 ] |
| I U L I E           | 17                     | Bajrangi Bhaijaan                            | Salman Khan Films | Kabir Khan (regizor/scenariu); Salman Khan, Kareena Kapoor | Romantic, dramă                       | [ 64 ]        |
| I U L I E           | 17                     | Trainwreck                                   | Universal Pictures | Judd Apatow (regizor/scenariu); Amy Schumer (scenariu); Amy Schumer, Bill Hader, Brie Larson, Colin Quinn, Tilda Swinton, Vanessa Bayer, Ezra Miller, John Cena, Barkhad Abdi, Norman Lloyd                                                                                              | comedie                               | [ 65 ]        |
| I U L I E           | 24                     | Pan                                          | Warner Bros. | Joe Wright (regizor); Jason Fuchs (scenariu); Hugh Jackman, Levi Miller, Garrett Hedlund, Rooney Mara, Amanda Seyfried | fantastic, adventură                  | [ 66 ]        |
| I U L I E           | 24                     | Pixels                                       | Columbia Pictures | Chris Columbus (regizor); Tim Herlihy, Tim Dowling (scenariu); Adam Sandler, Kevin James, Josh Gad, Peter Dinklage, Michelle Monaghan | Animatie, comedie                     |               |
| I U L I E           | 24                     | Poltergeist                                  | 20th Century Fox | Gil Kenan (regizor); Sam Rockwell, Jared Harris, Rosemarie DeWitt, Saxon Sharbino, Kyle Catlett, Kennedi Clements, Jane Adams | groază                                | [ 13 ]        |
| I U L I E           | 31                     | Grimsby                                      | Columbia Pictures | Louis Leterrier (regizor); Sacha Baron Cohen, Phil Johnston (scenariu); Sacha Baron Cohen, Mark Strong, Isla Fisher, Rebel Wilson, Annabelle Wallis, Ian McShane, Gabourey Sidibe, David Harewood, Johnny Vegas, Penélope Cruz, Scott Adkins                                             | comedie                               | [ 67 ]        |
| I U L I E           | 31                     | Point Break                                  | Warner Bros. | Ericson Core (regizor); Kurt Wimmer (scenariu); Edgar Ramirez, Luke Bracey, Ray Winstone | Acțiune, thriller                     | [ 68 ]        |
| I U L I E           | 31                     | Selfless                                     | Focus Features | Tarsem Singh (regizor); Alex Pastor, David Pastor (scenariu); Ryan Reynolds, Ben Kingsley, Natalie Martinez, Victor Garber, Matthew Goode, Derek Luke | dramă, SF, thriller                   | [ 69 ]        |
| A U G U S T         | 7                      | The Fantastic Four                           | 20th Century Fox / Marvel Entertainment / Marv Films                                                                                | Josh Trank (regizor); Jeremy Slater, Simon Kinberg (scenariu); Miles Teller, Michael B. Jordan, Kate Mara, Jamie Bell, Toby Kebbell | Acțiune, adventură, SF                | [ 70 ]        |
| A U G U S T         | 7                      | Ricki and the Flash                          | TriStar Pictures | Jonathan Demme (regizor); Diablo Cody (scenariu); Meryl Streep, Kevin Kline, Mamie Gummer | comedie, dramă                        | [ 71 ]        |
| A U G U S T         | 14                     |                                              | | |                                       |               |
| A U G U S T         | The Boy                | The Man from U.N.C.L.E.                      | Warner Bros. | Guy Ritchie (regizor/scenariu); Lionel Wigram (scenariu); Henry Cavill, Armie Hammer, Elizabeth Debicki, Alicia Vikander, Hugh Grant, Luca Calvani, Simona Caparrini, Jared Harris | cu spioni, SF, Acțiune, comedie       | [ 72 ]        |
| A U G U S T         | Masterminds            | Relativity Media                             | Jared Hess (regizor); John Goldwyn, Lorne Michaels (scenariu); Zach Galifianakis, Owen Wilson, Kristen Wiig, Jason Sudeikis         | Groază, comedie | [ 73 ]                                |               |
| A U G U S T         | Straight Outta Compton | Universal Pictures                           | F. Gary Gray (regizor); Andrea Berloff (scenariu); O'Shea Jackson, Jr., Corey Hawkins, Jason Mitchell, Aldis Hodge, Neil Brown, Jr. | Biografic, musical, dramă | [ 74 ]                                |               |
| A U G U S T         | 21                     | Criminal                                     | Summit Entertainment | Ariel Vromen (regizor); Douglas Cook, David Weisberg (scenariu); Ryan Reynolds, Kevin Costner, Tommy Lee Jones, Gary Oldman | Acțiune, polițist, thriller           |               |
| A U G U S T         | 21                     | Max                                          | Warner Bros. / MGM | Boaz Yakin (regizor/scenariu); Sheldon Lettich (scenariu); Josh Wiggins, Thomas Haden Church | Familie, adventură                    |               |
| A U G U S T         | 21                     | Me Before You                                | Warner Bros. / New Line Cinema | Thea Sharrock (regizor); Jojo Moyes, Scott Neustadter, Michael H. Weber (scenariu); | Romantic, dramă                       | [ 75 ]        |
| A U G U S T         | 21                     | Sinister 2                                   | Focus Features | Ciaran Foy (regizor); Scott Derrickson, C. Robert Cargill, (scenariu); James Ransone, Shannyn Sossamon | groază                                | [ 76 ]        |
| A U G U S T         | 28                     | Hitman: Agent 47                             | 20th Century Fox | Aleksander Bach (regizor); Michael Finch, Kyle Ward, Skip Woods (scenariu); Rupert Friend, Zachary Quinto, Hannah Ware, Thomas Kretschmann | Acțiune, cu spioni, thriller          | [ 77 ]        |
| Regression          | 28                     | The Weinstein Company                        | Alejandro Amenábar (regizor/scenariu); Ethan Hawke, Emma Watson, David Dencik                                                       | Thriller | [ 78 ]                                |               |
| S E P T E M B R I E | 4                      | Jane Got a Gun                               | Relativity Media | Gavin O'Connor (regizor); Brian Duffield, Anthony Tambakis (scenariu); Natalie Portman, Joel Edgerton, Ewan McGregor, Rodrigo Santoro | Western, Acțiune, dramă               | [ 79 ]        |
| S E P T E M B R I E | 4                      | Kitchen Sink                                 | Columbia Pictures | Robbie Pickering (regizor); Oren Uziel (scenariu); Ed Westwick, Vanessa Hudgens, Bob Odenkirk | groază, comedie                       | [ 80 ]        |
| S E P T E M B R I E | 11                     | Triple Nine                                  | Open Road Films | John Hillcoat (regizor); Matt Cook (scenariu); Casey Affleck, Clifton Collins, Jr., Chiwetel Ejiofor, Gal Gadot, Woody Harrelson, Anthony Mackie, Teresa Palmer, Aaron Paul, Norman Reedus, Kate Winslet                                                                                 | polițist, dramă, Groază               | [ 81 ]        |
| S E P T E M B R I E | 11                     | Vizita (film american din 2015)\|The Visit]] | Universal Pictures | M. Night Shyamalan (regizor/scenariu) | groază, comedie                       | [ 82 ]        |
| S E P T E M B R I E | 18                     | Black Mass                                   | Warner Bros. | Scott Cooper (regizor/scenariu); Johnny Depp, Joel Edgerton, Benedict Cumberbatch, Sienna Miller, Dakota Johnson | Acțiune, polițist, dramă              |               |
| S E P T E M B R I E | 18                     | Everest                                      | Universal Pictures | Baltasar Kormákur (regizor); Justin Isbell, William Nicholson (scenariu); Jake Gyllenhaal, Josh Brolin, Jason Clarke, John Hawkes, Sam Worthington, Keira Knightley, Robin Wright | adventură, thriller                   | [ 83 ]        |
| S E P T E M B R I E | 18                     | The Maze Runner: Scorch Trials               | 20th Century Fox | Wes Ball (regizor); T.S. Nowlin (scenariu); Dylan O'Brien, Ki Hong Lee, Thomas Sangster, Kaya Scodelario, Patricia Clarkson | SF, Acțiune, thriller                 | [ 84 ]        |
| S E P T E M B R I E | 25                     | The Disappointments Room                     | Relativity Media | D. J. Caruso (regizor); Wentworth Miller (scenariu); Kate Beckinsale, Mel Raido | groază, thriller                      | [ 85 ]        |
| S E P T E M B R I E | 25                     | Hotel Transylvania 2                         | Columbia Pictures / Sony Pictures Animatie                                                                                          | Genndy Tartakovsky (regizor); Adam Sandler, Robert Smigel (scenariu); Adam Sandler, David Spade, Selena Gomez, Andy Samberg, Mel Brooks, Keegan-Michael Key, Kevin James, Steve Buscemi, Fran Drescher                                                                                   | Animatie, fantastic, comedie, Familie | [ 86 ]        |
| S E P T E M B R I E | 25                     | The Intern                                   | Warner Bros. | Nancy Meyers (regizor/scenariu); Robert De Niro, Anne Hathaway, Adam DeVine | comedie                               | [ 87 ]        |

### Octombrie – decembrie
| Premiera          | Premiera | Titlu                                 | Studio                                                       | Distribuție, echipa tehnică | Gen                                          | Ref.            |
| ----------------- | -------- | ------------------------------------- | ------------------------------------------------------------ | --- | -------------------------------------------- | --------------- |
| O C T O M B R I E | 2        | Victor Frankenstein                   | 20th Century Fox                                             | Paul McGuigan (regizor); Max Landis (scenariu); Daniel Radcliffe, James McAvoy, Jessica Brown Findlay, Andrew Scott | groază                                       | [ 88 ]          |
| O C T O M B R I E | 2        | London Has Fallen                     | Focus Features                                               | Babak Najafi (regizor); Creighton Rothenberger, Katrin Benedikt (scenariu); Gerard Butler, Aaron Eckhart, Morgan Freeman, Angela Bassett, Radha Mitchell, Jackie Earle Haley | Acțiune, thriller                            | [ 89 ]          |
| O C T O M B R I E | 2        | The Walk                              | TriStar Pictures / ImageMovers                               | Robert Zemeckis (regizor/scenariu); Christopher Browne (scenariu); Joseph Gordon-Levitt, Ben Kingsley, James Badge Dale, Charlotte Le Bon | Biografic                                    | [ 90 ]          |
| O C T O M B R I E | 9        | The Jungle Book                       | Walt Disney Pictures                                         | Jon Favreau (regizor); Justin Marks (scenariu); Neel Sethi, Emjay Anthony, Idris Elba, Ben Kingsley, Scarlett Johansson, Lupita Nyong'o, Christopher Walken, Giancarlo Esposito, Bill Murray | adventură, musical, Familie                  | [ 91 ]          |
| O C T O M B R I E | 9        | Kidnap                                | Relativity Media                                             | Luis Prieto (regizor); Knate Gwaltney (scenariu); Halle Berry | Acțiune, thriller                            | [ 92 ]          |
| O C T O M B R I E | 9        | Vacation                              | Warner Bros. / New Line Cinema                               | John Francis Daley, Jonathan Goldstein (regizor/scenariu); Ed Helms, Christina Applegate, Leslie Mann, Chris Hemsworth, Charlie Day, Beverly D'Angelo, Chevy Chase | adventură, comedie                           | [ 93 ]          |
| O C T O M B R I E | 16       | Crimson Peak                          | Universal Pictures / Legendary Pictures                      | Guillermo del Toro (regizor/scenariu); Matthew Robbins, Lucinda Coxon (scenariu); Mia Wasikowska, Tom Hiddleston, Charlie Hunnam, Jessica Chastain, Jim Beaver | groază                                       | [ 94 ]          |
| O C T O M B R I E | 16       | St. James Place                       | Touchstone Pictures / DreamWorks Pictures / 20th Century Fox | Steven Spielberg (regizor); Matt Charman, Ethan Coen, Joel Coen (scenariu); Tom Hanks, Mark Rylance, Amy Ryan, Alan Alda, Billy Magnussen, Eve Hewson | cu spioni, thriller                          | [ 95 ]          |
| O C T O M B R I E | 23       | Jem and the Holograms                 | Universal Pictures / Hasbro Studios                          | Jon M. Chu (regizor); Ryan Landels (scenariu); Aubrey Peeples, Stefanie Scott, Hayley Kiyoko, Aurora Perrineau, Ryan Guzman, Juliette Lewis, Molly Ringwald | Romantic, musical, fantastic, comedie, dramă | [ 96 ]          |
| O C T O M B R I E | 23       | The Last Witch Hunter                 | Lionsgate                                                    | Breck Eisner (regizor); Cory Goodman, D.W. Harper, Melisa Wallack (scenariu); Vin Diesel, Rose Leslie, Elijah Wood, Michael Caine | Acțiune, fantastic                           | [ 97 ]          |
| O C T O M B R I E | 30       | Scouts vs. Zombies                    | Paramount Pictures                                           | Christopher B. Landon (regizor); Tye Sheridan, Logan Miller, Joey Morgan, Halston Sage, Sarah Dumont, Patrick Schwarzenegger | groază, comedie                              | [ 98 ]          |
| N O I E M B R I E | 6        | Spectre                               | MGM / Columbia Pictures                                      | Sam Mendes (regizor); John Logan, Neal Purvis, Robert Wade (scenariu); Daniel Craig, Christoph Waltz, Léa Seydoux, Monica Bellucci, Ralph Fiennes, Ben Whishaw, Naomie Harris, Dave Bautista, Andrew Scott, Rory Kinnear, Jesper Christensen                                                                               | cu spioni, Acțiune, thriller                 | [ 99 ]          |
| N O I E M B R I E | 6        | The Peanuts Movie                     | 20th Century Fox / Blue Sky Studios                          | Steve Martino (regizor); Bryan Schulz, Craig Schulz, Cornelius Uliano (scenariu); Bill Melendez, Noah Schnapp, Hadley Belle Miller, AJ Teece, Noah Johnston, Venus Schulthens, Alexander Garfin, Francesca Capaldi, Mariel Sheets, Mar Mar, Rebecca Bloom, William Alexander Wunsch, Anastasia Bredikhina, Madisyn Shipman | Animatie, Familie                            | [ 100 ]         |
| N O I E M B R I E | 11       | Prem Ratan Dhan Payo                  | Rajshri Productions                                          | Sooraj Barjatya (regizor); Aas Karan (scenariu); Salman Khan, Sonam Kapoor, Neil Nitin Mukesh, Armaan Kohli, Swara Bhaskar, Deepak Dobriyal, Anupam Kher | Familie, dramă                               | [ 101 ]         |
| N O I E M B R I E | 13       | Friday the 13th 3D reboot             | Paramount Pictures / Platinum Dunes                          | David Bruckner (regizor); Derek Mears | groază                                       | [ 102 ]         |
| N O I E M B R I E | 20       | The Hunger Games: Mockingjay – Part 2 | Lionsgate                                                    | Francis Lawrence (regizor); Danny Strong (scenariu); Jennifer Lawrence, Josh Hutcherson, Liam Hemsworth, Woody Harrelson, Elizabeth Banks, Jeffrey Wright, Stanley Tucci, Donald Sutherland, Julianne Moore, Natalie Dormer, Philip Seymour Hoffman                                                                        | SF, war                                      | [ 103 ]         |
| N O I E M B R I E | 25       | The Good Dinosaur                     | Walt Disney Pictures / Pixar Animatie Studios                | Peter Sohn (regizor); Lucas Neff, John Lithgow, Frances McDormand, Bill Hader, Neil Patrick Harris, Judy Greer | Animatie, Familie, comedie                   | [ 104 ]         |
| N O I E M B R I E | 25       | The Martian                           | 20th Century Fox                                             | Ridley Scott (regizor); Drew Goddard (scenariu); Matt Damon, Jessica Chastain, Kristen Wiig, Kate Mara, Michael Pena, Mackenzie Davis, Jeff Daniels, Sean Bean, Donald Glover, Aksel Hennie, Chiwetel Ejiofor, Sebastian Stan                                                                                              | SF                                           | [ 105 ]         |
| N O I E M B R I E | 25       | Midnight Special                      | Warner Bros.                                                 | Jeff Nichols (regizor/scenariu); Michael Shannon, Kirsten Dunst, Adam Driver, Joel Edgerton | SF                                           | [ 106 ]         |
| N O I E M B R I E | 25       | Untitled Christmas Eve project        | Columbia Pictures                                            | Jonathan Levine (regizor/scenariu); Joseph Gordon-Levitt, Seth Rogen, Anthony Mackie | comedie                                      | [ 107 ]         |
| D E C E M B R I E | 4        | Krampus                               | Universal Pictures / Legendary Pictures                      | Michael Dougherty (regizor/scenariu); Todd Casey, Zach Shields (scenariu); Emjay Anthony, Allison Tolman | groază                                       | [ 108 ]         |
| D E C E M B R I E | 18       | Star Wars: The Force Awakens          | Walt Disney Pictures / Lucasfilm / Bad Robot                 | J.J. Abrams (regizor/scenariu); Lawrence Kasdan (scenariu); Mark Hamill, Harrison Ford, Carrie Fisher, John Boyega, Daisy Ridley, Adam Driver, Oscar Isaac, Andy Serkis, Domhnall Gleeson, Max von Sydow, Lupita Nyong'o, Gwendoline Christie, Peter Mayhew, Anthony Daniels, Kenny Baker                                  | SF, fantastic                                | [ 109 ]         |
| D E C E M B R I E | 18       | Sisters                               | Universal Pictures                                           | Jason Moore (regizor); Paula Pell (scenariu); Amy Poehler, Tina Fey, John Cena | comedie                                      | [ 110 ]         |
| D E C E M B R I E | 18       | He Never Died                         | 108 Media și Alternate Ending Studios                        | Jason Krawczyk(regizor); Henry Rollins | de groază                                    | [ 111 ]         |
| D E C E M B R I E | 23       | Alvin and the Chipmunks 4             | 20th Century Fox                                             | Walt Becker (regizor); Randi Mayem Singer (scenariu) | Familie, comedie                             | [ 112 ] [ 113 ] |
| D E C E M B R I E | 25       | Joy                                   | 20th Century Fox                                             | David O. Russell (regizor); Annie Mumolo (scenariu); Jennifer Lawrence, Robert De Niro, Bradley Cooper, Édgar Ramírez | dramă                                        | [ 114 ]         |
| D E C E M B R I E | 25       | Mission: Impossible 5                 | Paramount Pictures / Bad Robot / Skydance Productions        | Christopher McQuarrie (regizor); Drew Pearce, Will Staples (scenariu); Tom Cruise, Jeremy Renner, Simon Pegg, Ving Rhames, Rebecca Ferguson, Alec Baldwin | Acțiune, cu spioni                           | [ 115 ]         |
| D E C E M B R I E | 25       | The Revenant                          | 20th Century Fox                                             | Alejandro González Iñárritu (regizor/scenariu); Mark L. Smith (scenariu); Leonardo DiCaprio, Tom Hardy, Will Poulter, Domhnall Gleeson | Western, thriller                            | [ 116 ]         |

## Decese notabile
| Luna     | Ziua | Nume          | Vârstă | Naționalitate | Profesie            | Filme notabile                              |
| -------- | ---- | ------------- | ------ | ------------- | ------------------- | ------------------------------------------- |
| Ianuarie | 1    | Donna Douglas | 81     | americană     | actriță, cântăreață | Frankie & Johnny • Career • Lover Come Back |

## Filmele cu cele mai mari încasări
Lista filmele cu cele mai mari încasări din 2015 în întreaga lume:
| Poziție | Titlu                              | Studio                                          | Încasări mondiale |
| ------- | ---------------------------------- | ----------------------------------------------- | ----------------- |
| 1       | Jurassic World                     | Universal Pictures                              | $1,665,771,446    |
| 2       | Furious 7                          | Universal Pictures                              | $1,514,827,481    |
| 3       | Avengers: Age of Ultron            | Marvel Studios                                  | $1,402,805,868    |
| 4       | Minions                            | Universal Pictures / Illumination Entertainment | $1,155,826,374    |
| 5       | Inside Out                         | Walt Disney Pictures / Pixar                    | $842,462,000      |
| 6       | Mission: Impossible – Rogue Nation | Paramount Pictures                              | $682,142,377      |
| 7       | Fifty Shades of Grey               | Universal Pictures                              | $569,651,467      |
| 8       | Cinderella                         | Walt Disney Pictures                            | $542,351,353      |
| 9       | Ant-Man                            | Marvel Studios                                  | $513,743,000      |
| 10      | San Andreas                        | Warner Bros. / New Line Cinema                  | $470,490,832      |